# Grand Combin de Grafeneire
Grand Combin de Grafeneire (często nazywany tylko Grand Combin od nazwy masywu) – najwyższy szczyt w masywie Grand Combin w Alpach Pennińskich, części Alp Zachodnich. Leży w Szwajcarii, w kantonie Valais, blisko granicy z Włochami. Zbocza szczytu pokryte są lodowcami i może być niebezpieczny z powodu obrywania się seraków. Można go zdobyć ze schroniska Cabane Marcel Brunet (2103 m), Cabane de Panossière (2645 m), Cabane de Valsorey (3037 m) i z Bivacco Biagio Musso (3664 m) po stronie szwajcarskiej oraz Rifugio Franco Chiarella all'Amianthe (2979 m) po stronie włoskiej. Szczyt przykrywa lodowiec Glacier de Corbassière.
Od wschodu graniczy ze szczytem Combin de Valsorey (4184 m), a od zachodu z Grand Combin de la Tsessette (4135 m).
Imponująca wschodnia ściana ma wysokość 1200 metrów.
Pierwszego wejścia dokonali Benjamin Felley, Maurice Felley i Jouvence Bruchez w 1857 r.